# Santa Lucía (canton)
Santa Lucía est un canton d'Équateur situé dans la province de Guayas.